# Sertularia vervoorti
Sertularia vervoorti är en nässeldjursart som beskrevs av Migotto och Calder 1998. Sertularia vervoorti ingår i släktet Sertularia och familjen Sertulariidae. Inga underarter finns listade i Catalogue of Life.